# Fosterstilling
Fosterstilling er placeringen af kroppen af et prænatalt foster, efterhånden som det udvikler sig. I denne stilling er ryggen buet, hovedet bøjet, og lemmerne bøjes og trækkes op til torsoen. En kompakt stilling er typisk for fostre. Mange nyfødte pattedyr, især gnavere, forbliver i fosterstilling længe efter fødslen.
Denne type kompakte positioner bruges i den medicinske profession for at minimere skader på nakke og bryst.
Nogle mennesker indtager en fosterstilling, når de sover, især når kroppen bliver kold. I nogle kulturer er kroppe blevet begravet i fosterstilling.
Nogle gange, når en person har lidt ekstreme fysiske eller psykiske traumer (herunder massiv stress), vil de indtage en lignende kompakt stilling, hvor ryggen er buet fremad, benene føres så tæt op mod maven som muligt, hovedet bøjes så tæt på maven som muligt, og armene vikles rundt om hovedet for at forhindre yderligere traumer.
Denne type stilling er blevet observeret hos stofmisbrugere, som går ind i stillingen, når de oplever abstinenser. Lider af angst er også kendt for at indtage den samme type stilling under panikanfald.
At antage denne type position og spille død anbefales ofte som en strategi til at afslutte et bjørneangreb.